# Анна Мария фон Ербах
Анна Мария фон Ербах (на немски: Anna Maria cu Erbach; * 5 юли 1603 в Михелщат; † 5 март 1663 във Вилденфелс) е графиня от Ербах-Фюрстенау и чрез женитба графиня на Золмс в Барут и Вилденфелс.

## Произход
Тя е единствената дъщеря на граф Фридрих Магнус фон Ербах (1575 – 1618) и втората му съпруга графиня Йохана Хенриета фон Йотинген-Йотинген (1578 – 1619), дъщеря на граф Готфрид фон Йотинген-Йотинген (1554 – 1622) и първата му съпруга Йохана фон Хоенлое-Валденбург-Лангенбург (1557 – 1585).
Анна Мария фон Ербах умира на 5 март 1663 г. на 59 години във Вилденфелс, Саксония.

## Фамилия
Анна Мария фон Ербах-Фюрстенау се омъжва на 20 май 1620 г. в Ербах в Оденвалд или в Йотинген, Бавария, за граф Йохан Георг II фон Золмс-Барут-Вилденфелс (* 19 ноември 1591 в Лаубах; † 4 февруари 1632 от епидемия в Прага), най-малкият син на граф Йохан Георг I фон Золмс-Лаубах (1547 – 1600) и графиня Маргарета фон Шьонбург-Глаухау (1554 – 1606). Те имат 9 деца:
- Йохан Лудвиг (* 14 юни 1621; † 1 юли 1633, Дрезден)
- София Елизабет (* 9 юни 1622; † 1688), омъжена на 1 юли 1643 г. в Дрезден за Волфганг, фрайхер фон Шеленберг († 1666)
- Йохан Август (* 21 юни 1623; † 28 нооември 1680), граф на Золмс-Рьоделхайм и Асенхайм, женен на 10 април 1654 г. в Регенсбург за графиня Елеонора Барбара Мария Крац фон Шарфенщайн (1629 – 1680)
- Йохан Фридрих (* между 19 февруари 1625 – 1 март 1625; † 10 декември 1696), граф Золмс-Барут-Вилденфелс, женен на 20 януари 1667 г. в Алтенбург за графиня Бенигна фон Промниц (1648 – 1702)
- София Мария Маргарета (* 5 март 1626; † 16 април 1688), омъжена I. на 14 януари 1650 г. за маркграф Георг Ернст фон Шьонбург-Лихтенщайн (1601 – 1664), II. на 11 ноември 1665 г. в Колдиц, Лайпциг, за маркграф Георг Албрехт фон Бранденбург-Байройт-Кулмбах (1619 – 1666)
- Фридрих Зигизмунд I (* 9 юли 1627; † 7 януари 1696), граф на Золмс-Барут, женен на 21 октомври 1666 г. в Хартенщайн, Хемниц, Саксония, за Ернестина фон Шьонбург-Валденбург (1642 – 1713)
- Анна Мария (* 11 юли 1628; † 29 октомври 1687)
- Йохан Георг III (* 30 април 1630; † 12 октомври 1690), граф на Золмс-Барут, женен I. на 4 май 1675 г. в Радегаст, Полша, за графиня Елеонора фон Беринген (1642– 1677), II. на 18 април 1688 г. в Зорау, Полша, за Елеонора Ройс фон Лобенщайн (1661 – 1696), няма деца
- Елеонора Магдалена (* 6 декември 1632; † 16 май 1669), омъжена на 15 декември 1651 г. за фрайхер Хайнрих Йоахим фон Шуленбург († 2 октомври 1665)